# Vila Ebenspanger
Vila Ebenspanger je modernistična vila, ki stoji na Tomšičevi ulici 12 (Ljubljana); v njej je trenutno sedež Društva slovenskih pisateljev, Društva slovenskih prevajalcev in Slovenskega centra PEN.
Leta 2018 je bila razglašena za kulturni spomenik državnega pomena.

## Zgodovina
Vila je bila zgrajena leta 1879, o njenem načrtovalcu, graditelju in prvotnemu lastniku pa ni znanih podatkov. Leta 1932 je bila pod takratnim lastnikom Oskarjem Ebenspangerjem prenovljena. Vila, ki se je nahajala na prostoru med Cankarjevo, Tomšičevo, Prešernovo in vilo Piccoli (ta je bila podrta), je bila v lasti družine Ebenspanger vse do septembra 1943, ko jo je zasedel nemški okupator in družino poslal v koncentracijska taborišča. V vili so nastanil nemške zdravnike iz bližnje vojaške bolnišnice Mladika.
Po drugi svetovni vojni je vila prešla v nepojasnjenih okoliščinah v najem vladi Socialistične republike Slovenije (edina preživela Ebenspangerjeva - Adela - je po vojni živela v manjšem stanovanju pri pivovarni Union); sprva je v vili živel Boris Kidrič z družino, nato pa Boris Ziherl. Že leta 1957 je vila prešla v uporabo Društva slovenskih pisateljev, ki jo je nato do osamosvojitve Slovenije postopoma odkupilo. Kot domovanje DSP je v procesu osamosvajanja Slovenije dobila zgodovinsko vlogo kot kraj, kjer je nastajal osnutek prve slovenske ustave. Zgodovinska lokacija je bila povod za razglasitev vile za spomenik državnega pomena.